# 錦川鉄道NT3000形気動車
錦川鉄道NT3000形気動車 （にしきがわてつどうNT3000がたきどうしゃ）は、2007年（平成19年）と2008年（平成20年）に計4両が製造された錦川鉄道の気動車である。4両が異なる色に塗装され、それぞれに一般公募による愛称がつけられている。

## 概要
1987年（昭和62年）7月に国鉄岩日線を第三セクターに転換して開業した錦川鉄道では、開業に際して投入したNT2000形5両と1989年（平成元年）に製造したNT2100形1両の計6両を運用してきたが、老朽化が進んだため、錦川鉄道再生計画に基づき2006年度（平成18年度）から3年間でNT3000形4両を新造し車両を更新することとなった。NT3000形では車体長が18mに延長され、トイレを備えるとともに、錦川鉄道で初めて前面貫通式、転換クロスシートが採用された。4両が番号順にブルー、ピンク、グリーン、イエローに塗装され、それぞれに一般公募による愛称がつけられている。NT2000形、NT2100形計6両をNT3000形4両で置き換えるため、2007年（平成19年）3月にダイヤが改正されている。

## 車体
新潟トランシス製の地方交通線用気動車である。車体長は18,000mm、前面は編成運転を考慮して貫通式となった。客用扉は幅1,000mmの引戸が片側2か所、運転室直後に1か所、反対側車端にもう1か所が設けられた。運転席は左隅半室式で、乗務員扉を備えるが、進行方向向かって右側には乗務員扉はない。扉間には固定式の窓6枚が設置されたが、戸袋部に窓はなく、トイレのある側は窓が一枚少なくなっている。運転席右側の客用扉の客室側には確認用窓が設けられた。外部塗装は車両によって異なり、4両が番号順にブルー、ピンク、グリーン、イエローとなった。
車内中央部には2人掛け転換クロスシートが通路を挟んで左右に各7脚設けられ、それ以外の部分はワンマン運転への対応容易化のためロングシートとなった。クロスシート部分には折り畳み式のテーブルが設置された。後位側運転席右側は車椅子スペースとなり、客用扉を挟んだ前位に移動制約者対応の真空式トイレが設けられた。トイレにより運転台から死角が生じるため、カメラを設置して運転席からモニタで確認できるようになっている。

## 走行装置
エンジンは新潟原動機製DMF13HZディーゼルエンジン（243kW / 2,000rpm）を1基搭載、動力はTACN33-1605液体変速機を介して台車に伝達される。前位側台車は2軸駆動の動台車NT01FD、後位側は従台車NT01FTで、いずれもボルスタレス空気ばね式である。制動装置は電気指令式直通空気ブレーキが採用された。ブレーキ方式が異なるため、NT2000形と連結して運転することはできない。

## 空調装置
暖房装置はエンジン排熱を利用した温風式である。冷房装置は機関直結式、ベルトレス、能力39.5 kW（34,000　kcal/h）の新冷媒対応のものが採用され、屋根上にクーリングユニット2基が設置された。

## 車歴
| 車両番号 | 製造       | 愛称     | 塗装色   | 廃車 |
| -------- | ---------- | -------- | -------- | ---- |
| 3001     | 2007年3月  | せせらぎ | ブルー   | -    |
| 3002     | 2008年2月  | ひだまり | ピンク   | -    |
| 3003     | 2008年2月  | こもれび | グリーン | -    |
| 3004     | 2008年12月 | きらめき | イエロー | -    |

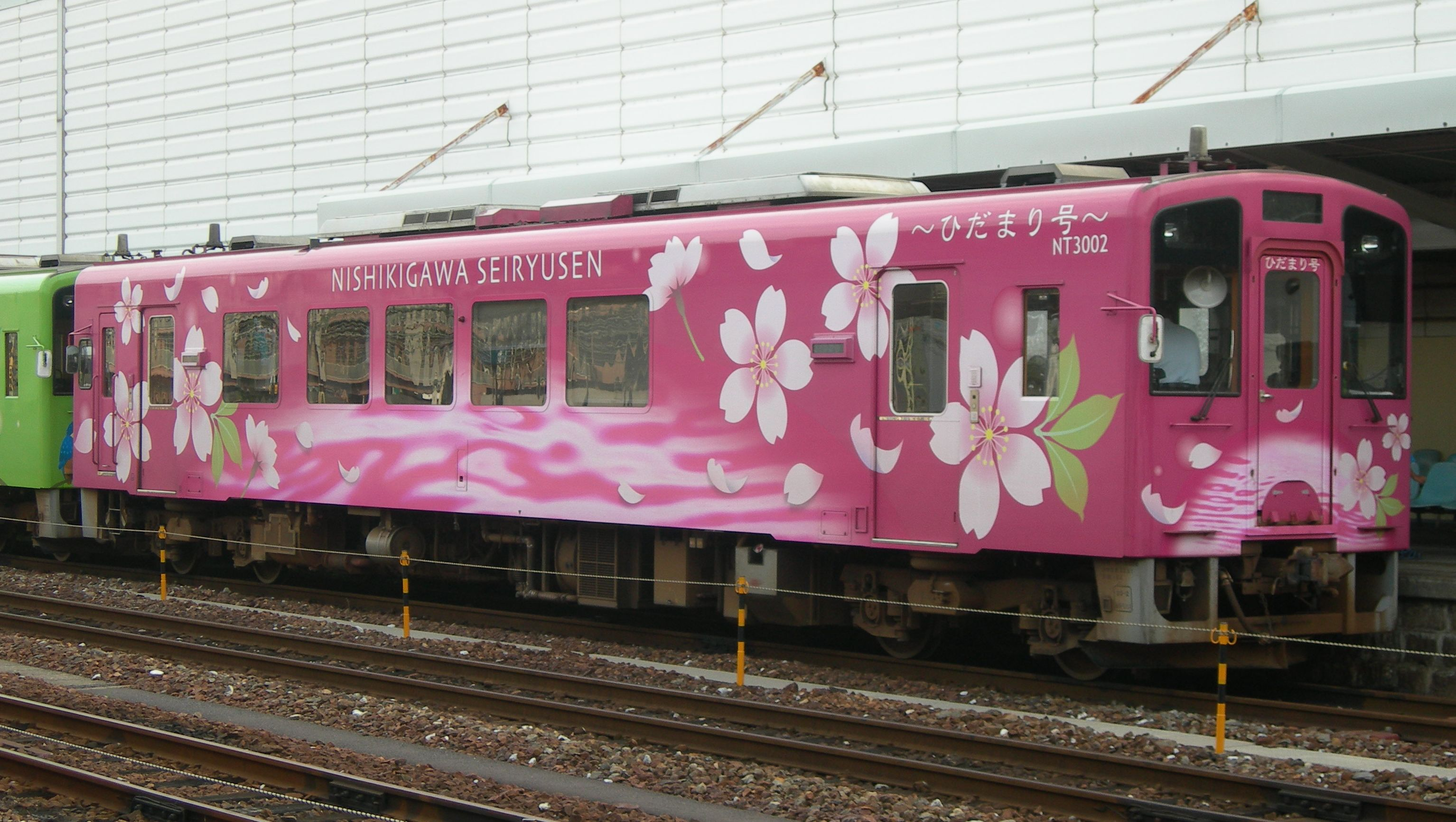
NT3002（ひだまり号）
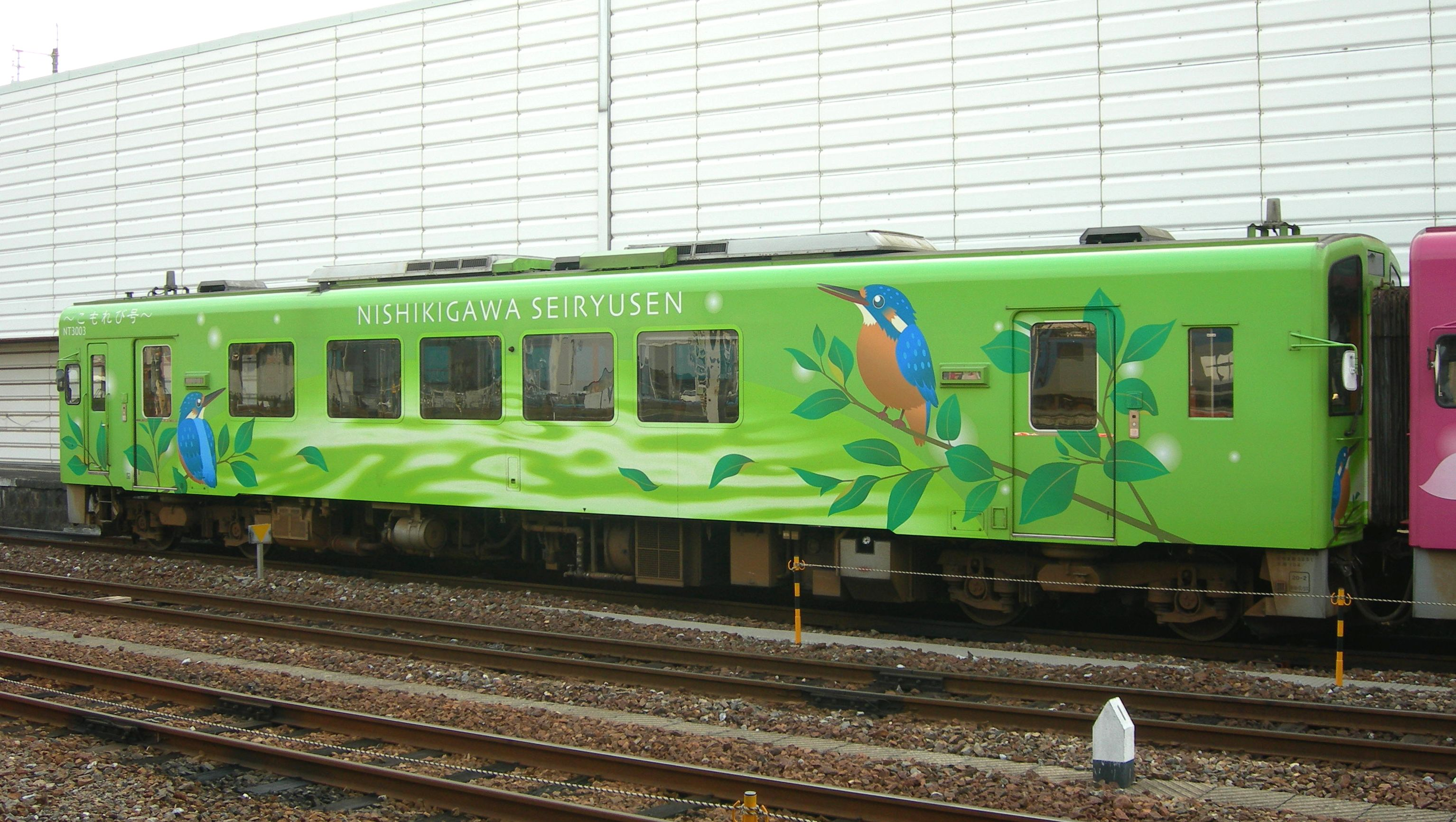
NT3003（こもれび号）
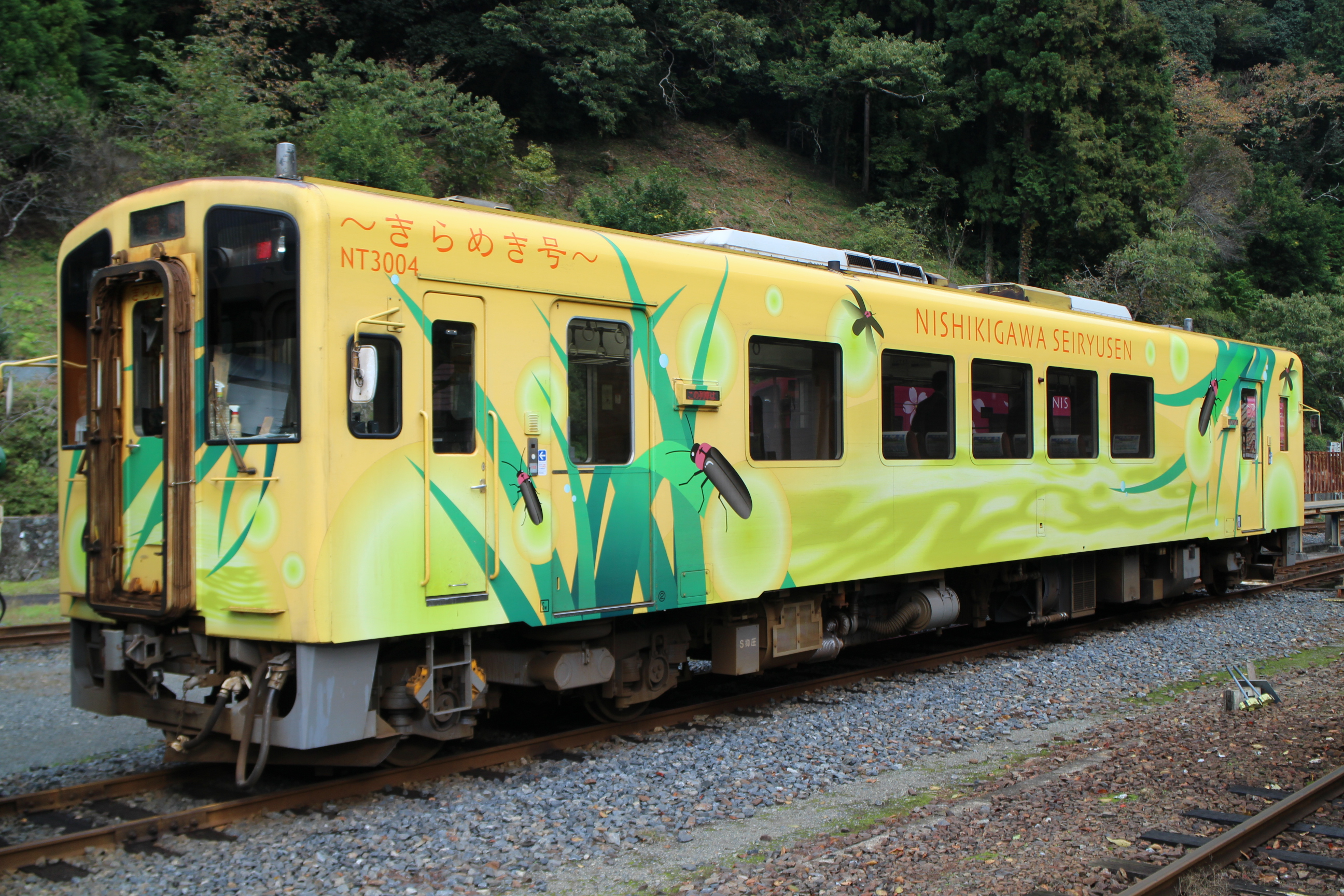
NT3004（きらめき号）

## 運用
錦川鉄道開業時から使用されているNT2000形、NT2100形の老朽化に伴う置換用として錦川鉄道再生計画に基づき4両が製造された。NT2000形、NT2100形計6両をNT3000形4両で置き換えるため、2007年（平成19年）3月にダイヤが改正されている。それぞれの車両に一般公募による愛称がつけられている。ブレーキ装置が異なるためNT2000形と連結運転ができず、登場時は単行運転の運用に限定して使用された。全列車JR岩徳線に乗り入れ、岩国駅まで運転される。
NT3002、3003、3004は製造所から平成筑豊鉄道の車両と同送で甲種輸送されている。全4両がそろった2008年（平成20年）12月23日に4両編成で運転されている。
営業運転においては原則として本形式単独で運用されるが、2020年2月20日に岩国駅構内で行われた錦川鉄道とJR西日本の合同訓練において、JR西日本のキハ40形と併結した実績がある。

### 雑誌記事
- 『鉄道ピクトリアル』通巻795号「鉄道車両年鑑2007年版」（2007年10月・電気車研究会）
  - 「2006年度注目のNew Face」 pp. 5-19
  - 岸上 明彦「2006年度民鉄車両動向」 pp. 116-141
  - 錦川鉄道（株）運輸課 杉原孝幸「錦川鉄道NT-3000形」 pp. 189-190
  - 「民鉄車両諸元表」 pp. 196-200
  - 「各社別新造・改造・廃車一覧」 pp. 222-235

- 『鉄道ピクトリアル』通巻810号「鉄道車両年鑑2008年版」（2008年10月・電気車研究会）
  - 岸上 明彦「2006年度民鉄車両動向」 pp. 122-151
  - 「各社別新造・改造・廃車一覧」 pp. 242-255

- 『鉄道ピクトリアル』通巻825号「鉄道車両年鑑2009年版」（2009年10月・電気車研究会）
  - 岸上 明彦「2008年度民鉄車両動向」 pp. 108-134
  - 「各社別新造・改造・廃車一覧」 pp. 222-235

### Web資料
- “錦川鉄道に新車両”.   railf.jp (2008年2月21日). 2017年4月9日閲覧。
- “平成筑豊鉄道向けと錦川鉄道向けの気動車が甲種輸送される”.   railf.jp (2008年12月8日). 2017年4月9日閲覧。
- “錦川鉄道NT-3004「きらめき号」営業運転を開始”.   railf.jp (2008年12月24日). 2017年4月9日閲覧。
- “車両紹介”.   錦川鉄道. 2017年4月9日閲覧。
- “2020年度安全報告書”.   錦川鉄道. 2021年8月25日閲覧。